# الدكامة (عبس)

تعديل مصدري - تعديل

الدكامة هي إحدى قرى عزلة قطبة بمديرية عبس التابعة لمحافظة حجة، بلغ تعداد سكانها 351 نسمة حسب تعداد اليمن لعام 2004.